# لقاح پاک (تیه‌پولو)
لقاح پاک (انگلیسی: The Immaculate Conception) نقاشی نقاش ایتالیایی، جامباتیستا تیه‌پولو (۱۷۷۰–۱۶۹۶) است. این اثر، لقاح پاک، آموزه‌ای از کلیسای کاتولیک را نشان می‌دهد که می‌گوید بسته شدن نطفه مریم بدون مرتکب شدن گناه نخستین بوده‌است. نقاشی در ۱۷۶۷ و زمانی به تیه‌پولو سفارش داده شد که لقاح پاک موضوعی رایج در هنر بود و جشن لقاح پاک در ۸ دسامبر (۹ ماه پیش از تولد مریم) در تقویم قدیسان قرار گرفته بود (۱۷۰۸). با این همه از لحاظ الهیاتی تا زمان اعلام پیوس نهم، آموزه‌ای جزمی نبود.
نقاشی یکی از هفت بخش نقاشی محرابی بود که در ۱۷۶۷ توسط کارلوس سوم اسپانیا برای کلیسای سن پاسکوال در آرانخوئز که در آن زمان در حال ساخت بود، به نقاش سفارش داده شد. این کلیسا در ابتدا صومعه‌ای آلکانترایی (فرانسیسکویی‌ها) بود که بعدها به راهبه‌های لقاح‌گرا اختصاص یافت. این نقاشی مریم را در حالی که با فرشته‌ها احاطه شده و تاجی از ستارگان بالای سر دارد، به تصویر کشده شده‌است. او در حال پایمال کردن یک مار که به معنای غلبه‌اش بر شیطان است، نشان داده شده‌است. گل‌های نیلوفر و رز به باغ عدن اشاره دارند و نماد عشق، دوشیزگی و خلوص و بی‌گناهی مریم هستند. این نقاشی امروزه در موزه دل پرادو واقع در مادرید نگهداری می‌شود.